# Tanzanija
Združena republika Tanzanija (svahilsko Jamhuri ya Muungano wa Tanzania) ali krajše Tanzanija je vzhodnoafriška obmorska država, nastala z združitvijo Tanganjike in Zanzibarja leta 1964. Na severu meji na Kenijo in Ugando, na zahodu na Ruando, Burundi in DR Kongo, na jugu na Zambijo, Malavi in Mozambik, ter na vzhodu na Indijski ocean.

## Etimologija
Ime Tanzanija je nastalo kot prirezana spojina imen dveh držav, ki sta se združili v državo: Tanganjike in Zanzibarja. Sestavljen je iz prvih treh črk imen obeh držav ("Tan" in "Zan") in pripone "ia", ki tvori Tanzanijo.
Ime Tanganjika izhaja iz svahilskih besed tanga ("jadro") in nyika ("nenaseljena ravnina", "divjina"), kar ustvarja besedno zvezo "jadro v puščavi". Včasih se razume kot sklicevanje na jezero Tanganjika.
Ime Zanzibar izvira iz zenji, imena za lokalno ljudstvo (ki naj bi pomenilo "črni"), in arabske besede barr, kar pomeni obalo.

## Zgodovina

### Predzgodovina
Tanzanija je eno najstarejših stalno naseljenih območij na Zemlji. Sledovi fosilnih ostankov prednikov ljudi in hominidov segajo v kvartarno dobo.
Za avtohtono prebivalstvo vzhodne Afrike se domneva, da so jezikovno izolirani lovci-nabiralci Hadza in Sandawe v Tanzaniji.
Prvi val migracij so povzročili govorci južnih Kušitov, ki so se preselili na jug iz Etiopije in Somalije v Tanzanijo. So predniki Iraqw, Gorowa in Burunge. Na podlagi jezikovnih dokazov je morda pred približno 4000 in 2000 leti v Tanzanijo prišlo tudi do dveh premikov vzhodnih Kušitov, ki izvirajo iz severno od Turkanskega jezera.
Arheološki dokazi podpirajo sklep, da so se južni Niloti, vključno z Datoogi, preselili na jug iz današnje mejne regije Južni Sudan / Etiopija v osrednjo severno Tanzanijo pred 2900 do 2400 leti.
Ti premiki so se zgodili približno v istem času kot naselitev železnodobnih Mašariki Bantujcev iz zahodne Afrike na območjih Viktorijinega jezera in Tanganjiškega jezera. S seboj so prinesli zahodnoafriško tradicijo sajenja in glavno osnovno hrano jam. Kasneje so se iz teh regij preselili po preostali Tanzaniji pred 2300 do 1700 leti.
Vzhodna nilotska ljudstva, vključno z Masaji, predstavljajo novejšo migracijo iz današnjega Južnega Sudana v zadnjih 500 do 1500 letih.
Prebivalci Tanzanije so bili povezani s proizvodnjo železa. Ljudje Pare so bili glavni proizvajalci iskanega železa za ljudstva, ki so zasedla gorska območja severovzhodne Tanzanije. Ljudje Haya na zahodnih obalah Viktorijinega jezera so izumili vrsto visoko vročega plavža, ki jim je omogočila kovanje ogljikovega jekla pri temperaturah, ki presegajo 1820 °C pred več kot 1500 leti.

### Srednji vek
Popotniki in trgovci iz Perzijskega zaliva in Indije so obiskovali vzhodnoafriško obalo že od začetka 1. tisočletja našega štetja.
Arabski trgovci v 8. stoletju ustanovijo na obali številne trgovske postojanke. Kasneje v 12. stoletju se jim pridružijo trgovci iz Perzije in Indije, ustanovijo mesta in manjše trgovske države.
Arheološke najdbe v Fukuchaniju, na severozahodni obali Zanzibarja, kažejo na naseljeno kmetijsko in ribiško skupnost najkasneje iz 6. stoletja pred našim štetjem. Znatna količina najdenih ostankov kaže na lesene zgradbe, na najdišču pa so bile najdene kroglice školjk, mlinčki za perle in železova žlindra. Obstajajo dokazi o omejenem udejstvovanju v trgovini na dolge razdalje: najdena je bila majhna količina uvožene keramike, manj kot 1 % vseh najdb keramike, večinoma iz Zaliva in datirane v 5. do 8. stoletje. Podobnost s sodobnimi kraji, kot sta Mkokotoni in Dar es Salaam, kaže na enotno skupino skupnosti, ki se je razvila v prvo središče obalne pomorske kulture. Zdi se, da so se obalna mesta v tem zgodnjem obdobju ukvarjala s trgovino v Indijskem oceanu in celinski Afriki. Trgovina se je hitro povečevala po pomenu in količini od sredine 8. stoletja in do konca 10. stoletja je bil Zanzibar eno od osrednjih svahilskih trgovskih mest.
Rast egiptovskega in perzijskega ladijskega prometa iz Rdečega morja in Perzijskega zaliva je oživila trgovino v Indijskem oceanu, zlasti potem, ko se je Fatimidski kalifat preselil v Fustat (sodobni Kairo). Svahili kmetje so gradili vse bolj gosta naselja, da bi se vključili v trgovino, ki so tvorila najzgodnejše svahilske mestne države. Kraljevini Venda-Shona v Mapungubveju in Zimbabveju v Južni Afriki oziroma Zimbabveju sta približno v istem obdobju postala glavna proizvajalka zlata. Gospodarska, socialna in verska moč je bila vse bolj prisotna v Kilwi, glavnem srednjeveškem mestu-državi Tanzanije. Kilwa je nadzorovala številna manjša pristanišča, ki segajo do sodobnega Mozambika. Sofala je postala glavni emporium zlata, Kilwa pa je obogatela s trgovino, ki leži na južnem koncu monsunov v Indijskem oceanu. Glavni tekmeci Kilwe so ležali na severu, v sodobni Keniji in sicer Mombasa in Malindi. Kilwa je ostala največja sila v vzhodni Afriki vse do prihoda Portugalcev ob koncu 15. stoletja

### Kolonizacija
Leta 1498 portugalski pomorščak Vasco da Gama na poti v Indijo razišče vzhodnoafriško obalo. Leta 1506 Portugalci zahtevajo nadzor nad celotno obalo, vendar je le ta neznaten. S pomočjo Arabcev uspejo obalni prebivalci pregnati Portugalce s področja severno od reke Ruvuma v zgodnjem 18. stoletju. Leta 1841 omanski sultan Seyyid Said (1804 - 1856) z zahtevo nad obalnim pasom premakne svoje glavno mesto iz Maskata na otok Zanzibar, s čimer na območju osnuje močno arabsko elito.
Konec 18. stoletja je bila notranjost Tanzanije še dokaj neznana zahodnjakom. Zahodna obala Viktorijinega jezera je obsegala več manjših kraljestev, ki so bila tesno povezana z njihovimi močnejšimi sosedi v Ruandi, Burundiju in Bugandi. Raziskovanje s strani Evropejcev se začne sredi 19. stoletja s prihodom nemških misijonarjev. Nemški kolonialni interesi se stopnjujejo leta 1884 s podpisom številnih sporazumov med nemško vlado in krajevnimi poglavarji ter ustanovitvijo  Nemške Vzhodne Afrike. V letih 1886 in 1890 pride do britansko nemškega sporazuma o razmejitvi vplivnega območja vzhodne Afrike. Leta 1891 nemška vlada prevzame nadzor od Nemške vzhodnoafriške družbe in postavi guvernerja s središčem v Dar es Salamu, medtem ko Zanzibar prevzame Velika Britanija. Konec 19. stoletja in začetek 20. stoletja je v znamenju upora domačinov proti nemškim kolonialistom, ki ima svoj vrh v uporu Maji Maji (1905 - 1907). Nemška dominacija nad Tanganjiko se konča konec 1. svetovne vojne, ko nadzor nad večino ozemlja prevzame Velika Britanija pod mandatom Lige narodov. Po 2. svetovni vojni Tanganjika postane skrbniško ozemlje Združenih narodov pod britanskim nadzorom.
Leta 1954 Julius Nyerere ustanovi Afriško narodno zvezo Tanganjike (TANU), s katero v maju 1961, ko Tanganjika postane avtonomna, postane z novo ustavo ministrski predsednik. Popolno neodvisnost Tanganjika doseže 9. decembra 1961.
Zanzibar postane kot ustavna monarhija pod sultanom neodvisen 19. decembra 1963. Po uporu proti sultanu in novi vladi s strani afriške večine 12. januarja 1964 se Zanzibar 26. aprila 1964 politično združi s Tanganjiko v Združeno republiko Tanganjike in Zanzibarja. 29. oktobra 1964 se preimenuje v Združeno republiko Tanzanijo.

## Geografija
S površino 947.303km², je Tanzanija na 13. mestu po velikosti v Afriki in na 31. mestu na svetu. Na državo mejita Kenija in Uganda na severu, Ruanda, Burundi in Demokratična republika Kongo so sosede na zahodu in Zambija, Malavi in Mozambik na jugu. Tanzanija leži na vzhodni obali Afrike ob Indijskem oceanu z obalo, ki je dolga okoli 800 km.:page 1245 Država ima tudi nekaj otokov, med drugim otoka Pemba in arhipelag Zanzibar.:page 1245 V državi sta tudi najvišja in najnižja točka afriške celine: Kilimandžaro z višino 5895 m nad morjem in dno Tanganjiško jezero, ki je 352 m pod morsko gladino.:page 1245
Na severovzhodu, kjer je Kilimandžaro, je Tanzanija gorata in gosto poraščena. Tri od velikih afriških jezer so, vsaj delno, v Tanzaniji. Na severu in zahodu ležita Viktorijino jezero, ki je največje afriško jezero in Tanganjiško jezero, najgloblje jezero celine, znano po svojih edinstvenih ribjih vrstah. Na jugozahodu je Malavijsko jezero (prej jezero Njasa). Osrednja Tanzanija je velika planota, z ravninami in plodno zemljo. Vzhodna obala je vroča in vlažna, arhipelag Zanzibar je v Indijskem oceanu v bližini obale.
Slapovi Kalambo v jugozahodnem okraju Rukva so drugi najvišji neprekinjeni slapovi v Afriki in so v bližini jugovzhodne obale Tanganjiškega jezera na meji z Zambijo. Zavarovano območje v zalivu Menai je največje zavarovano morsko območje Zanzibarja.

### Podnebje
Podnebje v Tanzaniji se zelo razlikuje. V visokogorju se temperature gibljejo med 10 in 20 °C v hladnih in vročih sezonah. V preostalem delu države se temperature redko spustijo pod 20 °C. Najbolj vroče obdobje se razteza med novembrom in februarjem (25–31 °C), medtem ko je najhladnejše obdobje med majem in avgustom (15–20 °C). Letna temperatura je 20 °C. V visokogorju je podnebje hladno.
Tanzanija ima dve glavni obdobji padavin: eno je enomodalno (oktober–april), drugo pa dvomodalno (oktober–december in marec–maj). Prvega najdemo v južnih, osrednjih in zahodnih delih države, drugega pa na severu od Viktorijinega jezera, ki sega od vzhoda do obale. Bi-modalne padavine povzroča sezonska migracija intertropskega konvergenčnega območja.
Podnebne spremembe v Tanzaniji povzročajo naraščajoče temperature z večjo verjetnostjo intenzivnih padavin (ki imajo za posledico poplave) in sušnih obdobij (ki povzročajo sušo. Podnebne spremembe že vplivajo na sektorje v Tanzaniji, kot so kmetijstvo, vodni viri, zdravje in energija. Dvig morske gladine in spremembe v kakovosti vode naj bi vplivali na ribištvo in ribogojstvo.
Tanzanija je leta 2007 pripravila nacionalne akcijske programe prilagajanja (NAPA) v skladu z Okvirno konvencijo Združenih narodov o podnebnih spremembah. Leta 2012 je Tanzanija pripravila nacionalno strategijo za podnebne spremembe kot odgovor na naraščajočo zaskrbljenost zaradi negativnih vplivov podnebnih sprememb in podnebne spremenljivosti na družbeno, gospodarsko in fizično okolje države.

### Divje živali in varovanje
Tanzanija vsebuje približno 20 % vrst afriške populacije toplokrvnih živali, ki jih najdemo v njenih 21 narodnih parkih, rezervatih, 1 ohranitvenem območju in 3 morskih parkih. Razprostira se na območju, ki presega 42.000 kvadratnih kilometrov in oblikuje okoli 38 % ozemlja države. Tanzania has 21 national parks, Tanzanija ima 21 narodnih parkov [75] ter številne rezervate divjadi in gozdov, vključno z ohranitvenim območjem Ngorongoro. V zahodni Tanzaniji je narodni park Gombe Stream kraj stalne študije vedenja šimpanzov Jane Goodall, ki se je začela leta 1960.
Tanzanija je zelo biotsko raznovrstna in vsebuje veliko različnih živalskih habitatov. Na tanzanijski ravnici Serengeti belobradi gnu (Connochaetes taurinus mearnsi), drugi votlorogi in zebre sodelujejo v obsežni letni migraciji. Tanzanija je dom približno 130 dvoživkam in več kot 275 vrstam plazilcev, od katerih so mnogi strogo endemični in vključeni na Rdeče sezname držav Mednarodne zveze za varstvo narave. Tanzanija ima največjo populacijo levov na svetu.
Tanzanija je imela za leto 2019 povprečno oceno indeksa celovitosti gozdne krajine 7,13/10, kar jo uvršča na 54. mesto na svetu od 172 držav.

### Administrativne enote
Leta 1972 je bila lokalna oblast na celini ukinjena in nadomeščena z neposredno oblastjo centralne vlade. Lokalna uprava pa je bila ponovno uvedena v začetku 1980-ih, ko so bili ponovno ustanovljeni podeželski sveti in podeželske oblasti. Leta 1983 so potekale volitve v lokalne oblasti, leta 1984 pa so začeli delovati sveti. Leta 1999 je državni zbor sprejel program reform lokalne uprave, ki je določil "celovit in ambiciozen dnevni red ... [ki pokriva] štiri področja: politična decentralizacija, finančna decentralizacija, upravna decentralizacija in spremenjeni odnosi med centralno in lokalno, pri čemer ima celinska vlada prevladujoča pooblastila v okviru ustave.«
Od leta 2016 je Tanzanija razdeljena na enaintrideset regij (mkoa), šestindvajset na celini in pet na Zanzibarju (tri na Unguji, dve na Pembi). Leta 2012 je bilo trideset nekdanjih regij razdeljenih na 169 okrožij (wilaya), znanih tudi kot lokalne oblasti. Od teh okrožij je bilo 34 mestnih enot, ki so bile nadalje razvrščene kot trije mestni sveti (Arusha, Mbeya in Mwanza), 19 občinskih svetov in 12 mestnih svetov.
Mestne enote imajo avtonomen občinski ali mestni svet in so razdeljene na oddelke in mtaa. Nemestne enote imajo avtonomni okrajni svet, vendar so razdeljene na vaške svete ali občinske oblasti (prva raven) in nato na vitongoje.
Mesto Dar es Salaam je edinstveno, ker ima mestni svet, katerega pristojnost se prekriva s tremi občinskimi sveti. Župana mestnega sveta izvoli ta svet. Mesto Mwanza ima mestni svet, katerega območna pristojnost prekriva dva občinska sveta.

## Gospodarstvo
Od leta 2021 je bil po podatkih IMF bruto domači proizvod (BDP) Tanzanije ocenjen na 71 milijard dolarjev (nominalno) ali 218,5 milijarde dolarjev na podlagi paritete kupne moči (PKS). BDP na prebivalca (PKS) je bil 3.574 $.
Od leta 2009 do leta 2013 je BDP na prebivalca Tanzanije (na podlagi konstantne lokalne valute) zrasel v povprečju za 3,5 % na leto, kar je več kot katera koli druga članica Vzhodnoafriške skupnosti (EAC) in presega le devet držav v podsaharski Afriki: Demokratična republika Kongo, Etiopija, Gana, Lesoto, Liberija, Mozambik, Sierra Leone, Zambija in Zimbabve.
Največji trgovinski partnerji Tanzanije v letu 2017 za 5,3 milijarde USD izvoza so bili Indija, Vietnam, Južna Afrika, Švica in Kitajska. Njen uvoz je znašal 8,17 milijarde USD, največji partnerji pa so Indija, Švica, Savdska Arabija, Kitajska in Združeni arabski emirati.
Tanzanija je razmeroma dobro prestala veliko recesijo, ki se je začela konec leta 2008 ali v začetku leta 2009. Visoke cene zlata, krepitev rudarske industrije v državi in slaba integracija Tanzanije v svetovne trge so pripomogli k izolaciji države pred upadom. Od konca recesije se je tanzanijsko gospodarstvo hitro razširilo zahvaljujoč močnemu turizmu, telekomunikacijam, in bančni sektor.
Po mnenju Razvojnega programa Združenih narodov je nedavna rast nacionalnega gospodarstva koristila le »zelo redkim«, pri čemer je bila izključena večina prebivalstva. Globalni indeks lakote v Tanzaniji za leto 2013 je bil slabši od katere koli druge države v EAC razen Burundija.  Delež oseb, ki so bile podhranjene v letih 2010–2012, je bil tudi slabši kot katera koli druga država EAC razen Burundija.
Leta 2020 je Svetovna banka razglasila dvig tanzanijskega gospodarstva iz države z nizkim dohodkom v državo z nižjim srednjim dohodkom, saj se je njen BND na prebivalca povečal s 1020 USD leta 2018 na 1080 USD v letu 2019.

### Kmetijstvo
Tanzanijsko gospodarstvo močno temelji na kmetijstvu, ki je leta 2013 predstavljalo 24,5 odstotka bruto domačega proizvoda, zagotavlja 85 % izvoza in je predstavljalo polovico zaposlene delovne sile. 16,4 % zemljišč je obdelovalnih, pri čemer je 2,4 % zemljišč zasajenih s trajnimi nasadi. Gospodarstvo Tanzanije je odvisno od kmetijstva, vendar so podnebne spremembe vplivale na njihovo kmetovanje.
Koruza je bila leta 2013 največja živilska rastlina na celinski Tanzaniji (5,17 milijona ton), sledijo ji kasava (1,94 milijona ton), sladki krompir (1,88 milijona ton), fižol (1,64 milijona ton), banane (1,31 milijona ton), riž (1,31 milijona ton) in proso (1,04 milijona ton). Sladkor je bil leta 2013 največji denarni pridelek na celini (296.679 ton), sledijo mu bombaž (241.198 ton), indijski oreščki (126 ton), tobak (86.877 ton), kava (48.000 ton), sisal (37.368 ton) in čaj (32.422 ton). Goveje meso je bilo leta 2013 največji mesni izdelek na celini (299.581), sledilo mu je 299.581 ton. jagnjetina/ovčetina (115.652 ton), piščanec (87.408 ton) in svinjina (50.814 ton).
Po nacionalnem načrtu namakanja iz leta 2002 je 29,4 milijona hektarjev v Tanzaniji primernih za namakanje; vendar je bilo junija 2011 dejansko namakanih le 310.745 hektarjev.

### Industrija, energetika in gradbeništvo
Industrija in gradbeništvo sta glavna in rastoča komponenta tanzanijskega gospodarstva, ki je leta 2013 prispevala 22,2 odstotka BDP. Ta komponenta vključuje rudarstvo in kamnolome, proizvodnjo, elektriko in zemeljski plin, oskrbo z vodo in gradbeništvo. Rudarstvo je leta 2013 prispevalo 3,3 odstotka BDP. Velika večina prihodkov države od izvoza rudnin prihaja iz zlata, kar predstavlja 89 odstotkov vrednosti tega izvoza v letu 2013. Izvaža tudi znatne količine dragih kamnov, vključno z diamanti in tanzanitom. Vsa proizvodnja premoga v Tanzaniji, ki je leta 2012 znašala 106.000 kratkih ton, se uporablja doma.
Leta 2011 je imelo dostop do električne energije le 15 odstotkov Tanzanijcev, vendar se je ta delež v letu 2018 povečal na 35,2 odstotka. Skoraj 18 % električne energije, proizvedene v letu 2012, je bilo izgubljenih zaradi kraje ter težav s prenosom in distribucijo. Oskrba z električno energijo se razlikuje, zlasti kadar suša moti proizvodnjo električne energije v hidroelektrarnah; po potrebi se izvajajo tekoče izklope električne energije. Nezanesljivost oskrbe z električno energijo je ovirala razvoj tanzanijske industrije.  Leta 2013 je 49,7 % električne energije v Tanzaniji izviralo iz zemeljskega plina, 28,9 % iz hidroelektričnih virov, 20,4 % iz toplotnih virov in 1,0 $ iz uvoza.  Vlada je zgradila 532 kilometrov plinovoda od zaliva Mnazi do Dar es Salaama. Ta plinovod naj bi državi omogočil, da do leta 2016 podvoji zmogljivost proizvodnje električne energije na 3000 megavatov. Cilj vlade je do leta 2025 povečati zmogljivost na najmanj 10.000 megavatov.
Po podatkih PFC Energy je bilo od leta 2010 v Tanzaniji odkritih od 25 do 30 bilijonov kubičnih čevljev obnovljivih virov zemeljskega plina, s čimer so skupne zaloge do konca leta 2013 dosegle več kot 43 bilijonov kubičnih metrov. Vrednost dejansko proizvedenega zemeljskega plina v letu 2013 je znašala 52,2 milijona USD, kar je 42,7-odstotno povečanje glede na leto 2012.
Komercialna proizvodnja plina iz polja Songo Songo Island v Indijskem oceanu se je začela leta 2004, trideset let po tem, ko so ga tam odkrili. Iz tega polja je bilo leta 2013 proizvedenih več kot 35 milijard kubičnih metrov plina, z dokazanimi, verjetnimi in možnimi zalogami v skupni vrednosti 1,1 bilijona kubičnih metrov. Plin se po plinovodu prevaža v Dar es Salaam.
Novejše polje zemeljskega plina v zalivu Mnazi je leta 2013 proizvedlo približno eno sedmino proizvedene količine v bližini otoka Songo Songo , vendar ima dokazane, verjetne in možne zaloge 2,2 bilijona kubičnih metrov. Skoraj ves ta plin se uporablja za proizvodnjo električne energije v Mtwari.
Regiji Ruvuma in Nyuna v Tanzaniji je večinoma raziskovala družba za odkrivanje, ki ima 75-odstotni delež, Aminex, in je pokazala, da ima več kot 3,5 bilijona kubičnih metrov zemeljskega plina. Konec aprila 2015 je bil dokončan plinovod, ki povezuje polja zemeljskega plina na morju s komercialno prestolnico Tanzanije Dar es Salaam.

### Turizem
Potovanja in turizem sta leta 2016 prispevala 17,5 % bruto domačega proizvoda Tanzanije  in leta 2013 zaposlovala 11,0 % delovne sile v državi (1.189.300 delovnih mest). Skupni prejemki so se povečali z 1,74 milijarde USD v letu 2004 na 4,48 milijarde USD v letu 2013, prejemki mednarodnih turistov pa z 1,255 milijarde USD v letu 2010 na 2 milijardi USD v letu 2016. Leta 2016 je na meje Tanzanije prispelo 1.284.279 turistov v primerjavi s 590.000 leta 2005. Velika večina turistov obišče Zanzibar ali "severni krog" narodnega parka Serengeti, zavarovano območje Ngorongoro, narodni park Tarangire, narodni park jezera Manyara in goro Kilimandžaro.  Leta 2013 je bil najbolj najbolj obiskan narodni park Serengeti (452.485 turistov), sledila sta mu Manyara (187.773) in Tarangire (165.949).

## Demografija
Po popisu iz leta 2012 je bilo skupno 44.928.923 prebivalcev. Starostna skupina, mlajša od 15 let, je predstavljala 44,1 odstotka prebivalstva.
Porazdelitev prebivalstva v Tanzaniji je neenakomerna. Večina ljudi živi na severni meji ali vzhodni obali, večina preostalega dela države pa je redko poseljena. Gostota se giblje od 12 na kvadratni kilometer v regiji Katavi do 3133 na kvadratni kilometer v regiji Dar es Salaam.
Približno 70 % prebivalstva je na podeželju, čeprav ta odstotek upada vsaj od leta 1967. Dar es Salaam (4.364.541 prebivalcev) je največje mesto in trgovska prestolnica. Dodoma (410.956 prebivalcev) je v središču Tanzanije, je glavno mesto države in gosti državni zbor.
Ob ustanovitvi Združene republike Tanzanije leta 1964 je bila stopnja umrljivosti otrok 335 smrti na 1000 živorojenih. Od osamosvojitve se je stopnja umrljivosti otrok zmanjšala na 62 na 1000 rojstev.
| Dar es Salaam Mwanza | 1  | Dar es Salaam    | Dar es Salaam | 4.364.541 | Aruša Dodoma |
| Dar es Salaam Mwanza | 2  | Mwanza           | Mwanza        | 706.543   | Aruša Dodoma |
| Dar es Salaam Mwanza | 3  | Aruša            | Aruša         | 416.442   | Aruša Dodoma |
| Dar es Salaam Mwanza | 4  | Dodoma           | Dodoma        | 410.956   | Aruša Dodoma |
| Dar es Salaam Mwanza | 5  | Mbeya            | Mbeya         | 385.279   | Aruša Dodoma |
| Dar es Salaam Mwanza | 6  | Morogoro         | Morogoro      | 315.866   | Aruša Dodoma |
| Dar es Salaam Mwanza | 7  | Tanga            | Tanga         | 273.332   | Aruša Dodoma |
| Dar es Salaam Mwanza | 8  | Kahama           | Shinyanga     | 242.208   | Aruša Dodoma |
| Dar es Salaam Mwanza | 9  | Tabora           | Tabora        | 226.999   | Aruša Dodoma |
| Dar es Salaam Mwanza | 10 | Zanzibar (mesto) | Zanzibar West | 223.033   | Aruša Dodoma |

Prebivalstvo sestavlja približno 125 etničnih skupin. Narodi Sukuma, Nyamwezi, Čagga in Haya imajo vsako po več kot 1 milijon pripadnikov. Približno 99 odstotkov Tanzanijcev je domačega afriškega porekla, z majhnim številom arabskega, evropskega in azijskega porekla. Večina Tanzanijcev, vključno s Sukumo in Nyamwezi, je Bantujcev.
Prebivalstvo vključuje tudi ljudi arabskega in indijskega izvora ter majhne evropske in kitajske skupnosti. Mnogi se identificirajo tudi kot Širazi. Med zanzibarsko revolucijo leta 1964 je bilo pobitih na tisoče Arabcev in Indijcev. Od leta 1994 je azijska skupnost štela 50.000 na celini in 4.000 na Zanzibarju. Ocenjuje se, da je v Tanzaniji živelo približno 70.000 Arabcev in 10.000 Evropejcev.
Nekateri albini v Tanzaniji so bili v zadnjih letih žrtve nasilja. Napadi so pogosto namenjeni odsekanju okončin albinov v perverznem vraževernem prepričanju, da bo posedovanje kosti albinov prineslo bogastvo. Država je prepovedala čarovnike, da bi poskušali preprečiti to prakso, vendar se je nadaljevalo in albini ostajajo tarče.
Po statističnih podatkih tanzanijske vlade iz leta 2010 je bila skupna stopnja rodnosti v Tanzaniji 5,4 rojenih otrok na žensko, od tega 3,7 v mestnih celinskih območjih, 6,1 na podeželju na celinskih območjih in 5,1 v Zanzibarju.